# 嘉川站 (日本)
嘉川站（日语：／ Kagawa eki */?）是位於山口縣山口市嘉川中野浴，西日本旅客鐵道（JR西日本）山陽本線的車站。

## 歷史
- 1900年（明治33年）12月3日 - 山陽鐵道 三田尻站（現時為防府站）至厚狹站之間開通，此站啟用。為旅客、貨運車站。
  - 當時車站地址是山口縣吉敷郡嘉川村（日语：嘉川村）嘉川中野浴。
- 1906年（明治39年）12月1日 - 山陽鐵道國有化（日语：鉄道国有法），成為官設鐵道車站。
- 1909年（明治42年）10月12日 - 制定路線名稱。成為山陽本線車站。
- 1944年（昭和19年）4月1日 - 隨著山口市（第二次）成立，車站地址是山口縣山口市嘉川中野浴。
- 1963年（昭和38年）6月1日 - 終止貨物起卸業務。
- 1987年（昭和62年）4月1日 - 伴隨國鐵分割民營化，車站由西日本旅客鐵道（JR西日本）營運。
- 2005年（平成17年）10月1日 - 隨著山口市（第三次）成立，車站地址是現址。
- 2018年（平成30年）
  - 7月6日 - 發生2018年7月西日本豪雨使車站暫停服務。
  - 8月1日 - 新山口站至下關站之間再開[1]。

## 車站構造
本站是地面車站，設有2面2線的單式月台。站房位於1號月台側，設有跨線橋連接3號月台。此站曾設有2面3線的混合式月台（單式、島式月台）。當中設有中線（2號月台），當中月台路軌兩端連接本線路軌的轉轍器已經撤走，月台上也把架空電纜撤走，而現時已經有柵欄圍封。本站為由山口地域鐵道部管理的無人車站。站内設有場內、出發信號機，為閉塞的邊界。

### 月台
| 月台 | 路線      | 上下行 | 方向             |
| ---- | --------- | ------ | ---------------- |
| 1    | ■山陽本線 | 上行   | 新山口、德山方向 |
| 3    | ■山陽本線 | 下行   | 宇部、下關方向   |

## 使用狀況
以下為近年1日平均乘車人次列表：
| 乘車人次變化 | 乘車人次變化    |
| 年度         | 1日平均乘車人次 |
| ------------ | --------------- |
| 1999         | 305             |
| 2000         | 307             |
| 2001         | 295             |
| 2002         | 282             |
| 2003         | 270             |
| 2004         | 282             |
| 2005         | 278             |
| 2006         | 272             |
| 2007         | 246             |
| 2008         | 240             |
| 2009         | 223             |
| 2010         | 216             |
| 2011         | 228             |
| 2012         | 200             |
| 2013         | 197             |
| 2014         | 199             |
| 2015         | 207             |
| 2016         | 203             |
| 2017         | 200             |
| 2018         | 193             |

## 車站周邊
- 西日本旅客鐵道宇部線 上嘉川站（東北方約1公里）
- 國道2號小郡道路 岡屋交匯處（日语：岡屋インターチェンジ）
- 國道190號（日语：国道190号）
- 山口縣道230號伊佐吉部山口線（日语：山口県道230号伊佐吉部山口線）
- 山口縣道335號江崎陶線（日语：山口県道335号江崎陶線）（前國道2號、國道9號）
- 山口市政廳（日语：山口市役所）嘉川出張所
- 山口市立川西中學

## 相鄰車站
西日本旅客鐵道
■山陽本線
新山口－嘉川－本由良

## 注腳
1. ↑  . 朝日新聞. 2018-07-07  [2020-03-30]. （原始内容存档于2018-07-16）.
2. ↑  山口縣統計年鑑

## 外部連結
- 嘉川｜車站資訊：JR出門網 - 西日本旅客鐵道